# Meiacanthus nigrolineatus
Meiacanthus nigrolineatus je riba koja živi u zapadnom dijelu Indijskog oceana. Ova vrsta naraste do duljine od 9.5 cm. Ova otrovna vrsta povremeno se nađe u trgovini akvarijima. 